# José María Calvo (político peruano)
José María Calvo fue un político peruano. 
Fue elegido diputado suplente por la provincia de Tarapacá  en 1876 junto con Guillermo Billinghurst y Constantino Duarte quienes fueron elegidos como diputados propietarios y titulares.  Ejerció su mandato durante el gobierno de Mariano Ignacio Prado.